# Liste von Söhnen und Töchtern der Stadt Minneapolis
Diese Liste führt Söhne und Töchter von Minneapolis (Minnesota) auf:

## 19. Jahrhundert

### 1801–1890

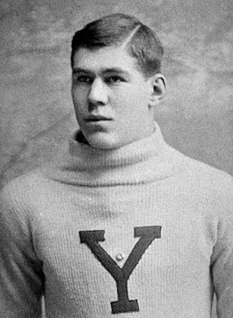
William Heffelfinger
(1867–1954)

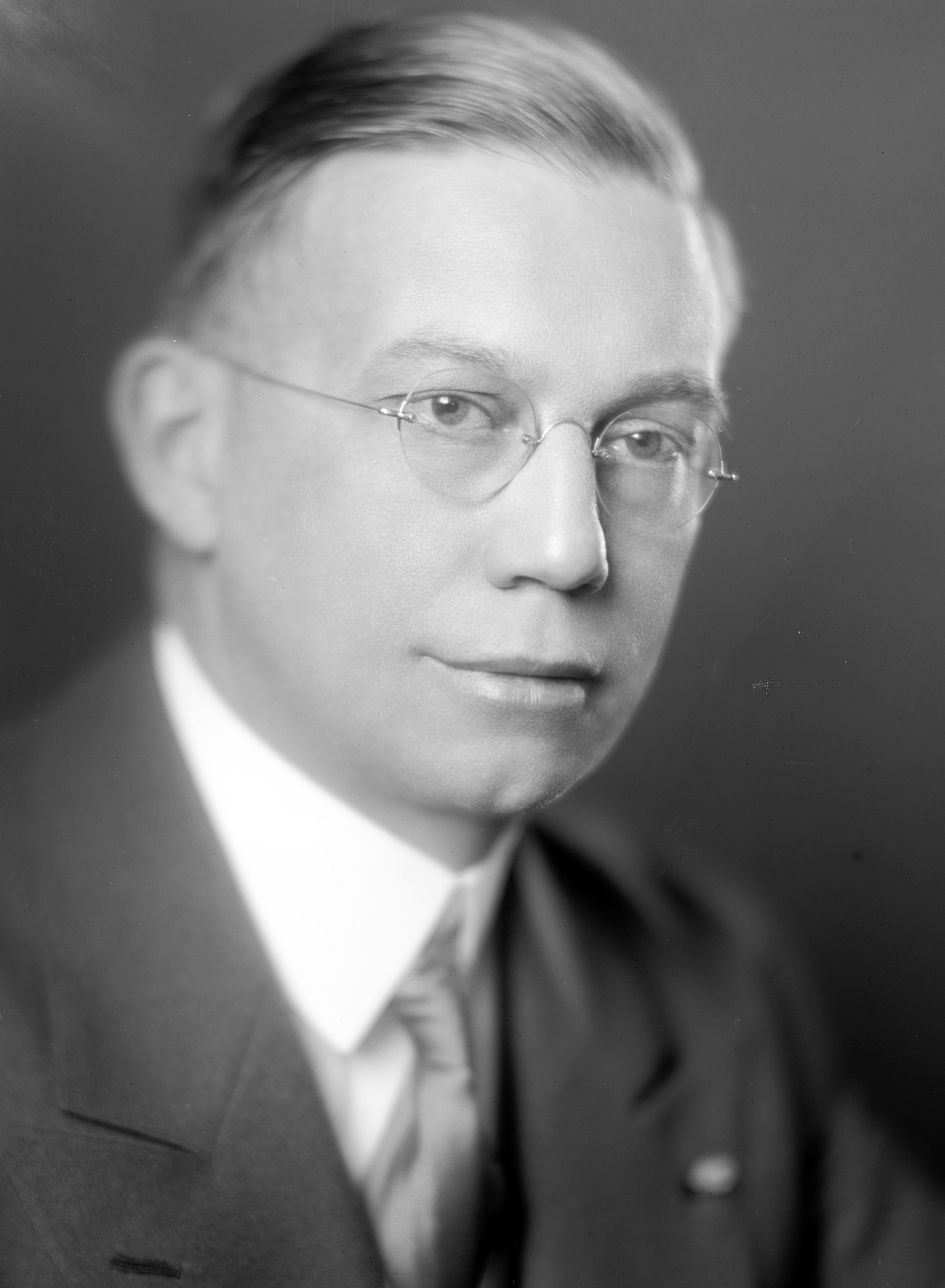
Walter Newton
(1880–1941)

- Frank A. Briggs (1858–1898), Politiker
- William Heffelfinger (1867–1954), Footballspieler
- Alexander Newton Winchell (1874–1958), Geologe und Mineraloge
- William Gallagher (1875–1946), Politiker
- Guy Victor Howard (1879–1954), Politiker
- Walter Newton (1880–1941), Politiker
- Harry O. Hoyt (1885–1961), Filmregisseur und Drehbuchautor
- Fred Quimby (1886–1965), Filmproduzent
- Carl Blegen (1887–1971), Archäologe
- Paul Willard Merrill (1887–1961), Astronom
- Kathrene Pinkerton (1887–1967), Schriftstellerin
- Charles Reisner (1887–1962), Regisseur, Schauspieler, Drehbuchautor und Filmproduzent
- Francis William Richter (1888–1938), Pianist, Organist, Komponist und Musikpädagoge
- Franklin Van Valkenburgh (1888–1941), Kapitän zur See
- Farrington Daniels (1889–1972), Physikochemiker

### 1891–1900

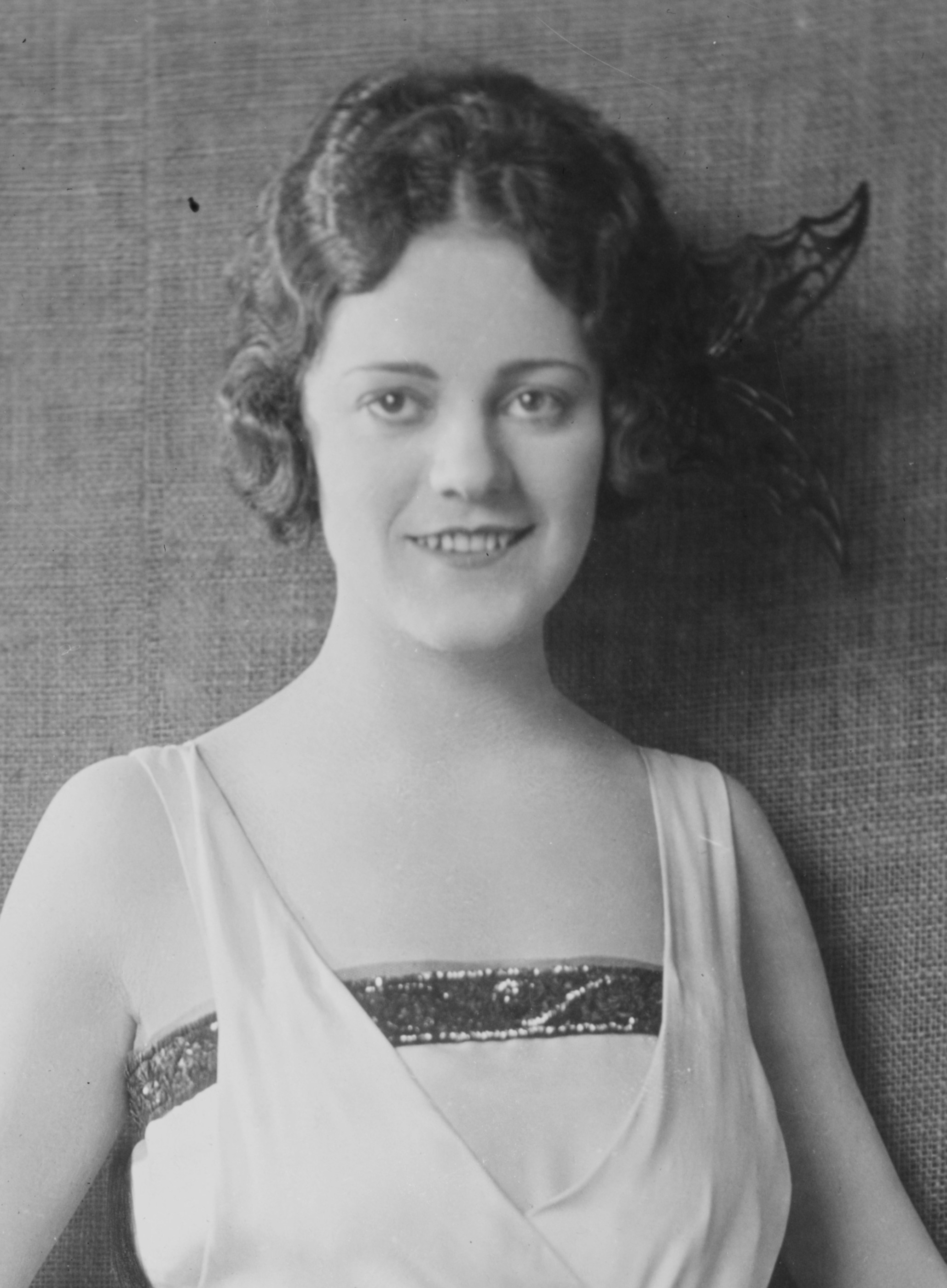
Mabel Julienne Scott
(1892–1976)

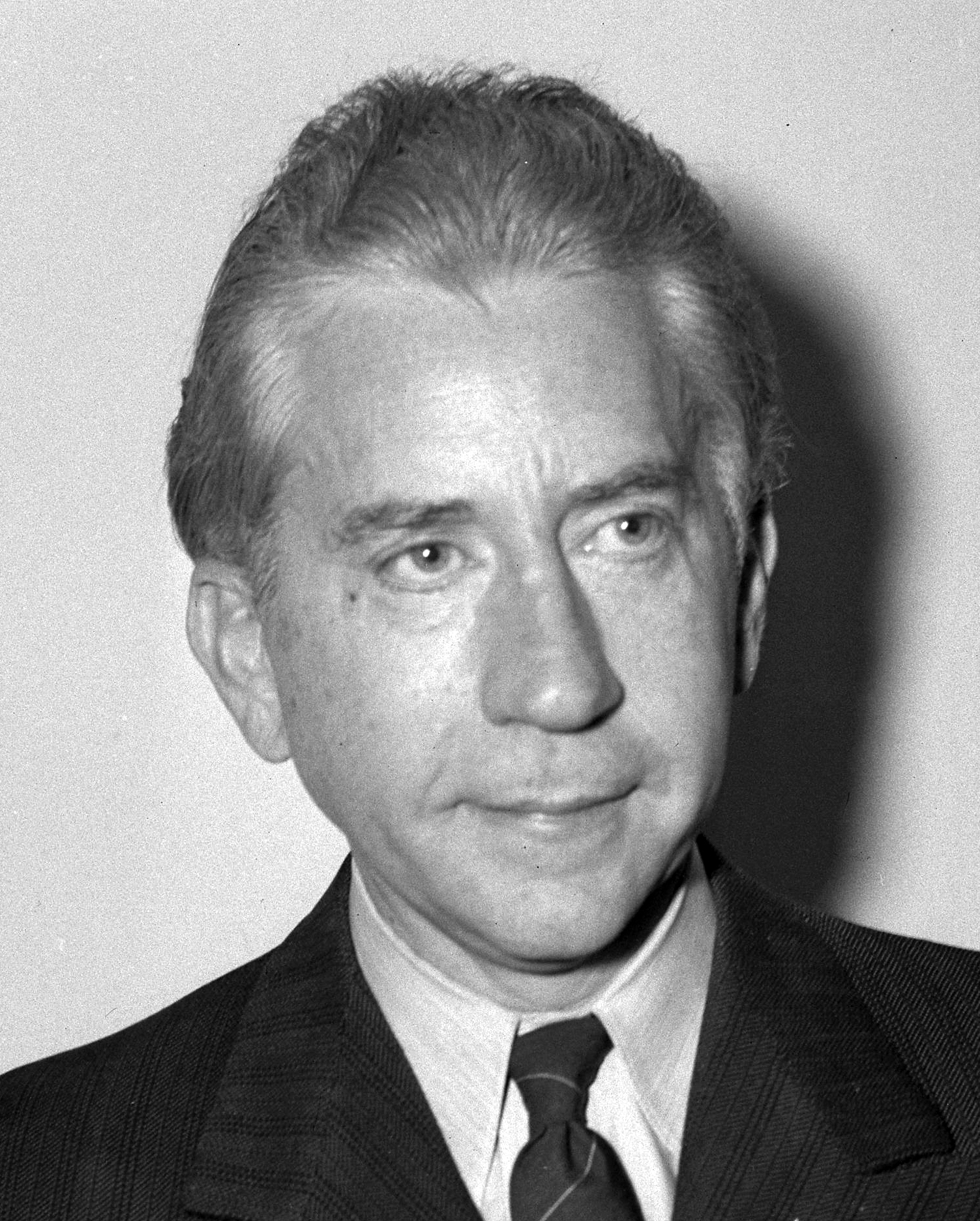
J. Paul Getty
(1892–1976)

- Floyd B. Olson (1891–1936), Politiker
- Mary Reynolds (1891–1950), Buchbinderin und Lebensgefährtin von Marcel Duchamp
- J. Paul Getty (1892–1976), Öl-Tycoon, Industrieller und Kunstmäzen
- Mabel Julienne Scott (1892–1976), Stummfilmschauspielerin[1]
- Beverly Bayne (1893–1982), Schauspielerin
- Cliff Thompson (1893–1974), Eishockeytrainer
- Oscar Youngdahl (1893–1946), Jurist und Politiker
- Ralph Hammeras (1894–1970), Filmtechniker, Kameramann und Szenenbildner
- Cyril Weidenborner (1895–1983), Eishockeyspieler
- John Dahlquist (1896–1975), General
- Luther Youngdahl (1896–1978), Jurist und Politiker
- Herbert Elwell (1898–1974), Komponist und Musikpädagoge
- Dewey Johnson (1899–1941), Politiker
- Leon Abbey (1900–1975), Jazzmusiker
- William Burnett Benton (1900–1973), Politiker
- Richard Pillsbury Gale (1900–1973), Politiker

## 20. Jahrhundert

### 1901–1910

Lauris Norstad
(1907–1988)

- Leonard Carpenter (1902–1994), Ruderer
- Charlie Margulis (1902–1967), Jazztrompeter
- George E. Stoll (1902–1985), Filmkomponist
- Jessie Bernard (1903–1996), Soziologin und Feministin
- Alfred Wilson (1903–1989), Ruderer
- Alfred Lindley (1904–1951), Ruderer
- F. Keogh Gleason (1906–1982), Artdirector und Szenenbildner
- Kane Richmond (1906–1973), Schauspieler und Filmschauspieler
- Lauris Norstad (1907–1988), Militär, Supreme Allied Commander Europe
- Lew Ayres (1908–1996), Schauspieler
- Carl Jacobi (1908–1997), Schriftsteller und Journalist
- Eunice Norton (1908–2005), Pianistin
- Harrison Salisbury (1908–1993), Journalist und Schriftsteller[2]
- Minor White (1908–1976), Fotograf
- Evelyne Hall (1909–1993), Leichtathletin und Olympionikin
- Theodore W. Parker (1909–1994), General der United States Army
- John Steele (1909–1996), Skispringer
- Michael Todd (1909–1958), Film- und Theaterproduzent
- Virginia Bruce (1910–1982), Schauspielerin und Sängerin
- Muriel Evans (1910–2000), Schauspielerin

### 1911–1920

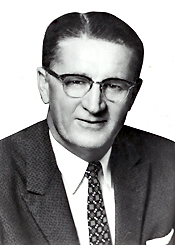
Odin Langen
(1913–1976)

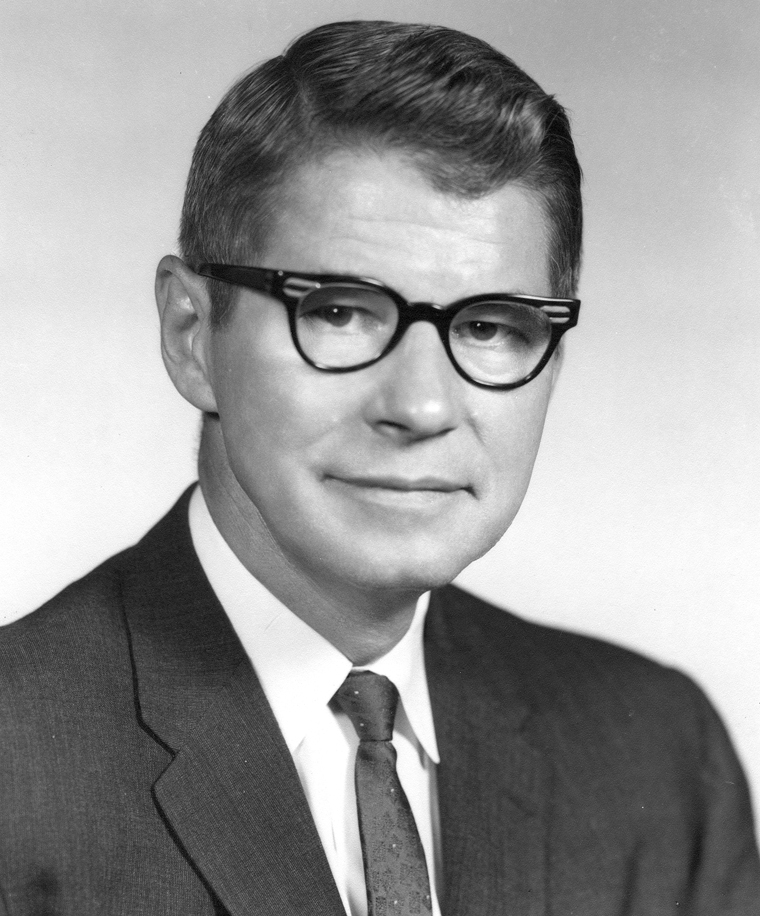
Orville Freeman
(1918–2003)

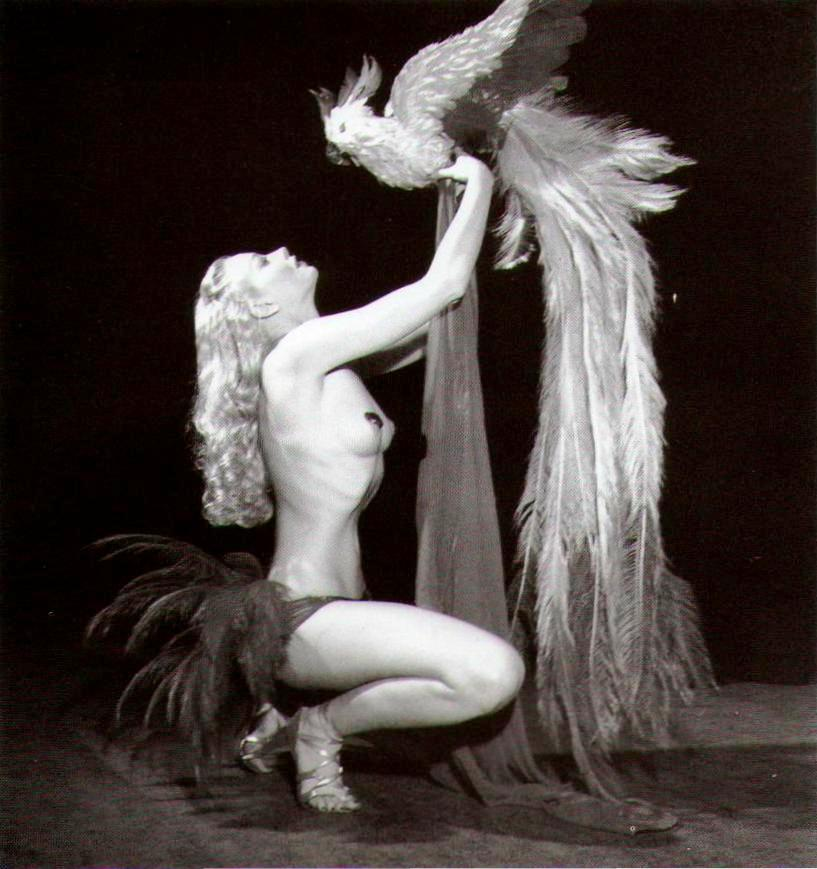
Lili St. Cyr
(1918–1999)

- LaVerne Sofie Andrews (1911–1967), Sängerin
- Sid Gillman (1911–2003), American-Football-Spieler und Trainer
- Harry Levin (1912–1994), Literaturwissenschaftler und -kritiker
- John E. Arnold (1913–1963), Professor für Maschinenbau und Betriebswirtschaftslehre
- Cully Dahlstrom (1913–1998), Eishockeyspieler
- Everett Helm (1913–1999), Komponist, Musikwissenschaftler und Journalist
- Odin Langen (1913–1976), Politiker
- William R. Sears (1913–2002), Flugzeugingenieur
- Jack Sher (1913–1988), Filmregisseur, Drehbuchautor und Filmproduzent
- George Svendsen (1913–1995), Footballspieler
- Joan Barclay (1914–2002), Schauspielerin[3]
- Ward Kimball (1914–2002), Trickfilm-Animateur, Regisseur und Jazzposaunist
- Richard Scammon (1915–2001), Politikwissenschaftler und Wahlforscher
- Shorty Sherock (1915–1980), Jazz-Trompeter des Swing
- Bud Svendsen (1915–1996), Footballspieler
- Cy Walter (1915–1968), Jazzmusiker
- Maxine Angelyn Andrews (1916–1995), Sängerin
- Al Hostak (1916–2006), Boxer
- Edmund S. Morgan (1916–2013), Historiker
- Earl Bellamy (1917–2003), Regisseur, Produzent, Schriftsteller, Set Decorator
- William Fairbank senior (1917–1989), Physiker
- June Lang (1917–2005), Schauspielerin
- Helen Mayer Hacker (1917–2015), Soziologin
- Theodore Wilbur Anderson (1918–2016), Mathematiker
- Patty Berg (1918–2006), Golferin
- Orville Freeman (1918–2003), Politiker
- Clarence Walton Lillehei (1918–1999), Chirurg und Begründer der Herzchirurgie
- Lili St. Cyr (1918–1999), Stripperin
- Don Carlson (1919–2004), Basketballspieler[4]
- William K. Estes (1919–2011), Psychologe
- Allen Joseph (1919–2012), Schauspieler
- Calvin Mooers (1919–1994), Pionier der Informatik
- David Swift (1919–2001), Filmregisseur und Drehbuchautor
- James Winter (1919–2006), Hornist und Hochschullehrer
- Hy Averback (1920–1997), Radiomoderator, Produzent und Schauspieler
- Bob Gregg (1920–2002), Rennfahrer
- Tony Jaros (1920–1995), Basketballspieler[5]
- Ralph Meeker (1920–1988), Schauspieler
- Noel Neill (1920–2016), Schauspielerin

### 1921–1930

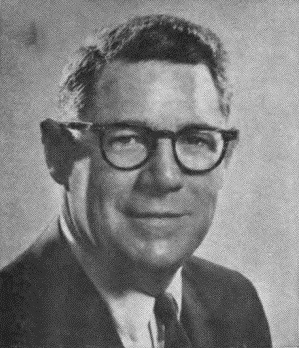
Clark MacGregor
(1922–2003)

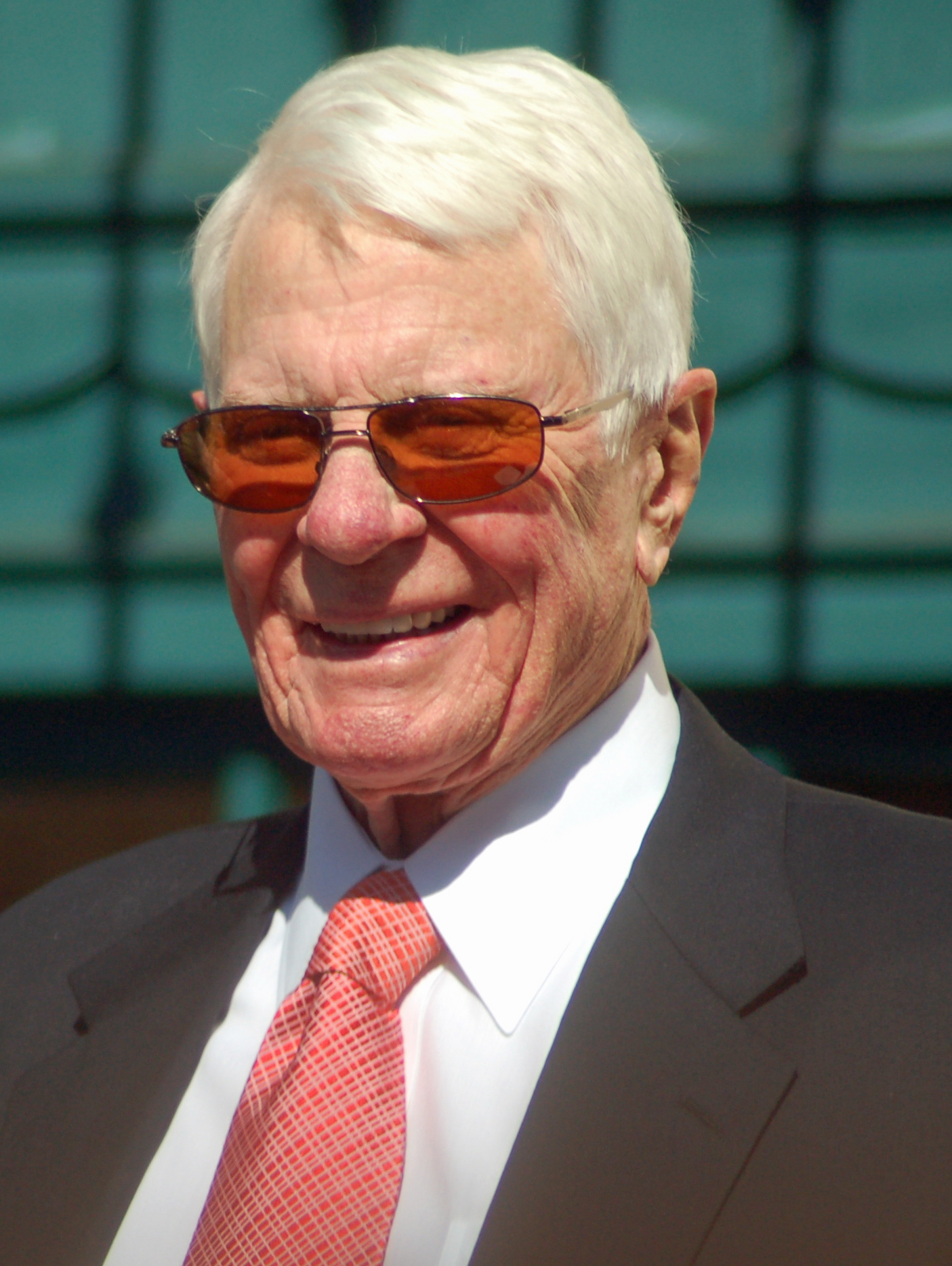
Peter Graves
(1926–2010)

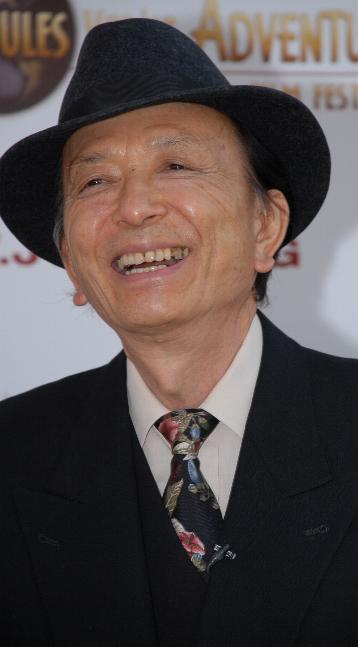
James Hong
(* 1929)

- John Doar (1921–2014), Rechtsanwalt
- Jeanne Arland Peterson (1921–2013), Jazzmusikerin
- George Roy Hill (1921–2002), Filmregisseur
- Len Levy (1921–1999), American-Football-Spieler
- Thomas M. Beckley (1922–1987), Eisenbahnmanager
- Richard Cowl (1922–2011), US-amerikanischer Schauspieler
- Clark MacGregor (1922–2003), Politiker
- Cornell MacNeil (1922–2011), Opernsänger
- Charles M. Schulz (1922–2000), Comiczeichner (Die Peanuts)
- John W. Vessey junior (1922–2016), General der US Army
- James Arness (1923–2011), Schauspieler
- Robert Fitzgerald (1923–2005), Eisschnellläufer[6]
- Nancy Andrews (1924–1989), Schauspielerin
- Earl Bakken (1924–2018), Elektrotechniker und Unternehmer
- Keith Brueckner (1924–2014), theoretischer Physiker
- Donald M. Fraser (1924–2019), Politiker
- Bebe Barron (1925–2008), Filmmusik-Komponistin
- Arlene Dahl (1925–2021), Schauspielerin
- Pat McNamara (1925–2011), Eisschnellläufer
- Jack Smight (1925–2003), Regisseur
- John T. Tate (1925–2019), Mathematiker
- Verne Gagne (1926–2015), Wrestler
- Peter Graves (1926–2010), Schauspieler
- Ray Kappe (1927–2019), Architekt und Hochschullehrer
- Richard Lillehei (1927–1981), Chirurg auf dem Gebiet der Organtransplantation
- John Murtaugh (1927–2017), Jazzmusiker
- Ann Guilbert (1928–2016), Schauspielerin
- Arnold Oss (1928–2024), Eishockeyspieler
- Robert M. Pirsig (1928–2017), Autor und Philosoph
- Roxanne (Dolores Rosedale; 1928–2024), Schauspielerin und Model
- Walter Bush (1929–2016), Eishockeyfunktionär
- James Hong (* 1929), Schauspieler und Filmemacher
- John Marshall Legler (1930–2014), Herpetologe
- Patsy O’Connell Sherman (1930–2008), Chemikerin und Erfinderin

### 1931–1940

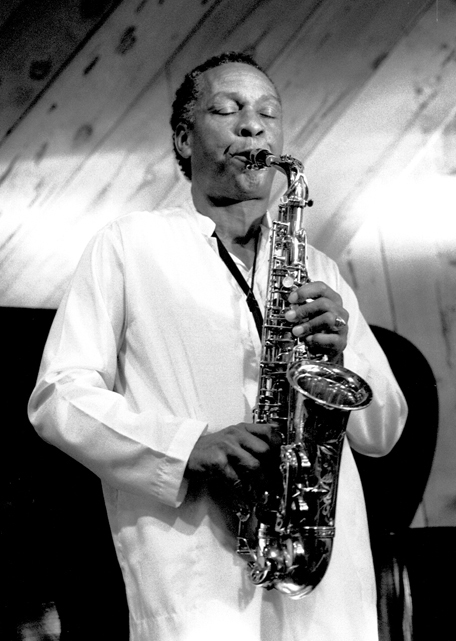
Frank Morgan
(1933–2007)

- Bob Johnson (1931–1991), Eishockeyspieler und -trainer
- Tom Laughlin (1931–2013), Schauspieler und Filmemacher
- Eugene Campbell (1932–2013), Eishockeyspieler
- Janet Gerhauser (* 1932), Eiskunstläuferin[7]
- Edwin Kantar (1932–2022), Bridgespieler und Autor
- Michael Levin (1932–2023), Schauspieler
- A. J. Langguth (1933–2014), Autor, Journalist und Historiker
- Frank Morgan (1933–2007), Jazz-Saxophonist
- Daniel Judah Elazar (1934–1999), Politikwissenschaftler und Hochschullehrer
- Ed Flanders (1934–1995), Schauspieler
- Bruce Swedien (1934–2020), Tontechniker und Toningenieur
- Gerald Vizenor (* 1934), Schriftsteller
- Jack Lanza (1935–2021), Wrestler
- David C. Lindberg (1935–2015), Wissenschaftshistoriker, Hochschullehrer
- Edwyn Owen (1936–2007), Eishockeyspieler
- Larry Verne (1936–2013), Musiker und Filmschauspieler
- Franz Gross (* 1937), theoretischer Physiker
- James M. Bardeen (1939–2022), Astrophysiker
- Tony Glover (1939–2019), Mundharmonika-Spieler und Sänger
- Gary Paulsen (1939–2021), Schriftsteller und Autor
- Dick Ramberg (1940–2013), Jazzmusiker

### 1941–1950

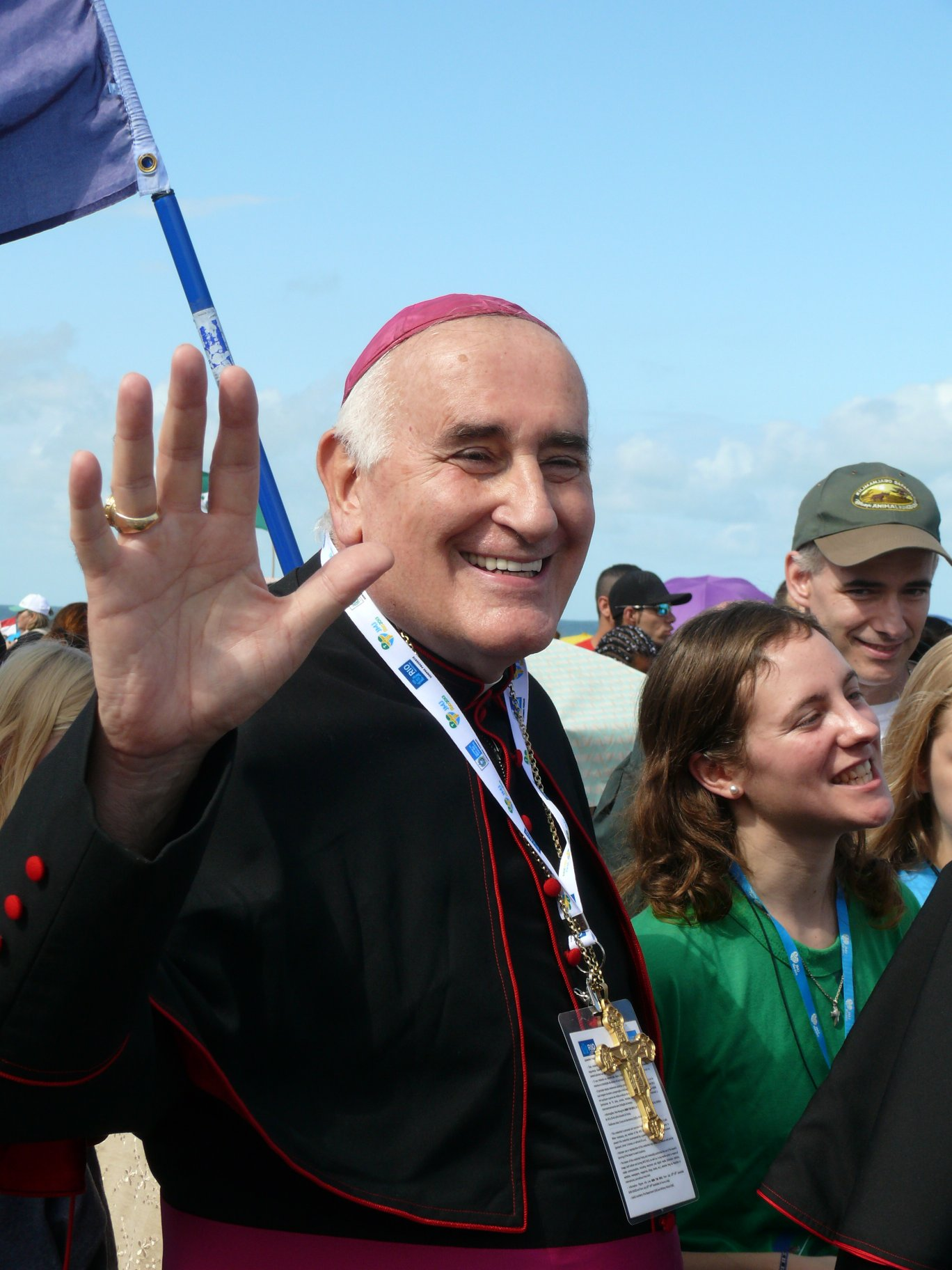
Donald Joseph Kettler
(* 1944)

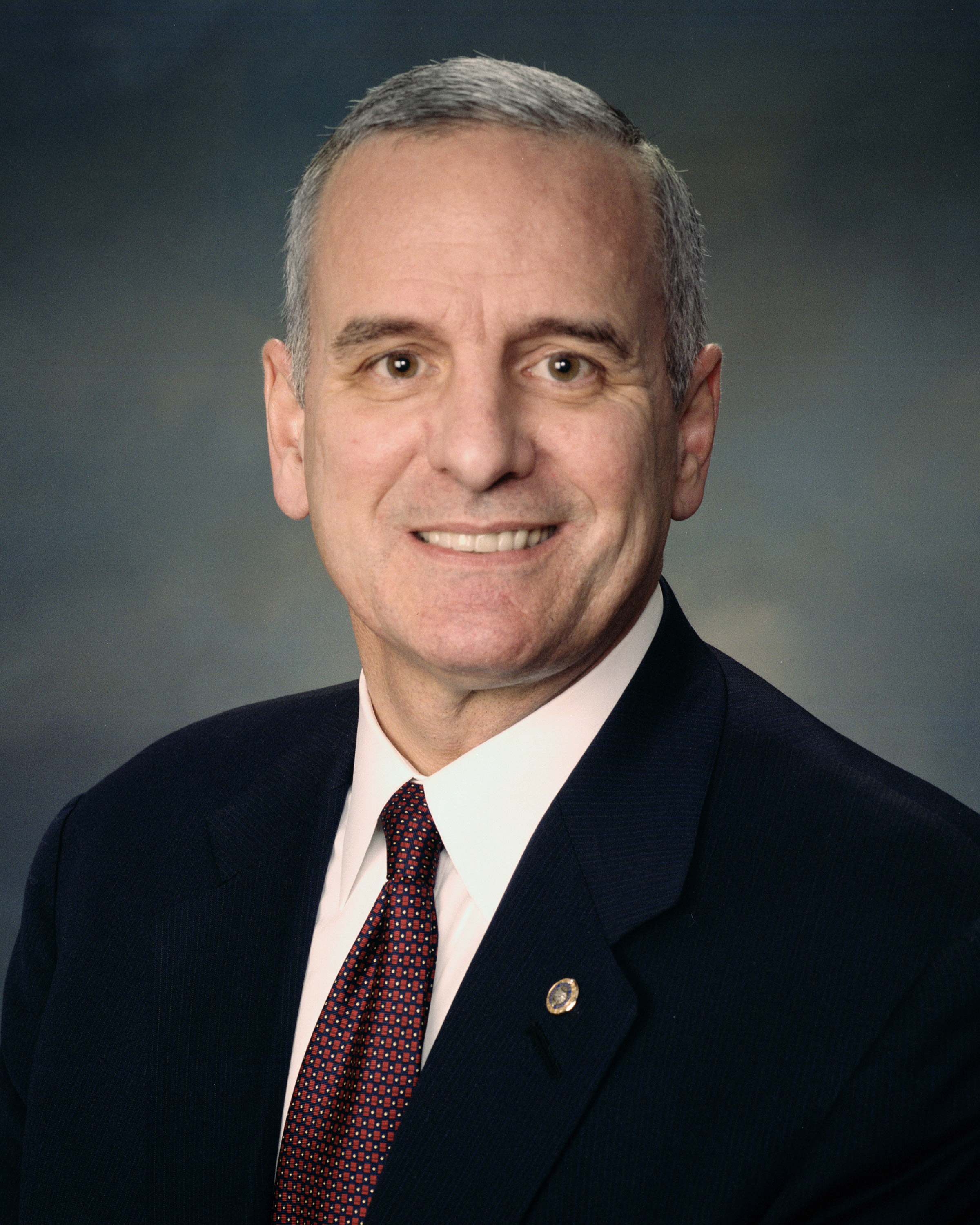
Mark Dayton
(* 1947)

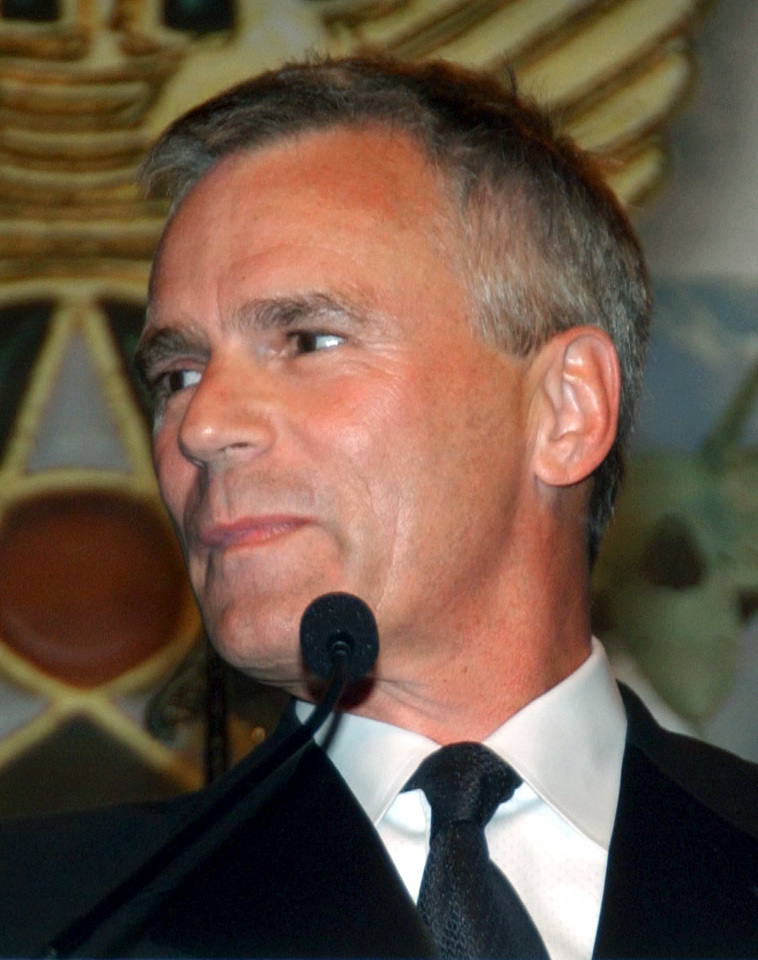
Richard Dean Anderson
(* 1950)

- Donald Akenson (* 1941), Historiker und Schriftsteller
- Lyle Berman (* 1941), professioneller Pokerspieler und Unternehmer
- Alf Clausen (1941–2025), Komponist
- Dr. Demento (* 1941 als Barret Eugene Hansen), Radiomoderator
- Joan A. Steitz (* 1941), Biochemikerin
- Anne Tyler (* 1941), Schriftstellerin
- Ole Anderson (1942–2024), Wrestler
- Barbara Donald (1942–2013), Jazzmusikerin
- Jake McCoy (1942–2021), Eishockeyspieler
- Charles Bernstein (* 1943), Komponist
- Robert James Carlson (* 1944), römisch-katholischer Erzbischof von Saint Louis
- Daniel Chorzempa (1944–2023), Organist
- F. William Engdahl (* 1944), Publizist und Wirtschaftsjournalist
- Donald Joseph Kettler (* 1944), römisch-katholischer Bischof von Saint Cloud
- Mary Lawler (1944–1998), Eisschnellläuferin
- Mark Naftalin (* 1944), Bluesrock-Multiinstrumentalist
- Tom Gray (1945–2019), Eisschnellläufer
- Bob Lindberg (* 1945), Eishockeyspieler und -trainer
- Edward William Clark (* 1946), römisch-katholischer Weihbischof in Los Angeles
- Mark Hanson (* 1946), lutherischer Theologe
- Linda Kelsey (* 1946), Schauspielerin
- John Marvin LeVoir (* 1946), römisch-katholischer Bischof von New Ulm
- William Allen (* 1947), Segler
- Mark Dayton (* 1947), Politiker
- Mark Green (* 1947), Mathematiker
- Linda Karshan (* 1947), Künstlerin und Zeichnerin
- Bernie Leadon (* 1947), Sänger und Musiker
- Dorothy Lyman (* 1947), Schauspielerin[8]
- Janet Perry (* 1947), Opernsängerin
- David R. Veblen (* 1947), Mineraloge
- Alan Weisman (* 1947), Autor und Journalist
- Paul Yule (* 1947), Archäologe und Hochschullehrer
- Jack Dalrymple (* 1948), Politiker
- Robert D. Cabana (* 1949), Astronaut
- William F. Haxby (1949–2006), Geologe
- Nancy Morgan (* 1949), Schauspielerin
- John Misha Petkevich (* 1949), Eiskunstläufer
- James E. Sandstrom (1949–2010), Generalmajor der United States Air Force
- Richard Dean Anderson (* 1950), Schauspieler (MacGyver)
- James O. Berger (* 1950), Mathematiker, Statistiker, Hochschullehrer
- Michael A. Hamel (* 1950), Generalleutnant der United States Air Force
- Jerry Martin (* 1950), Skispringer

### 1951–1960

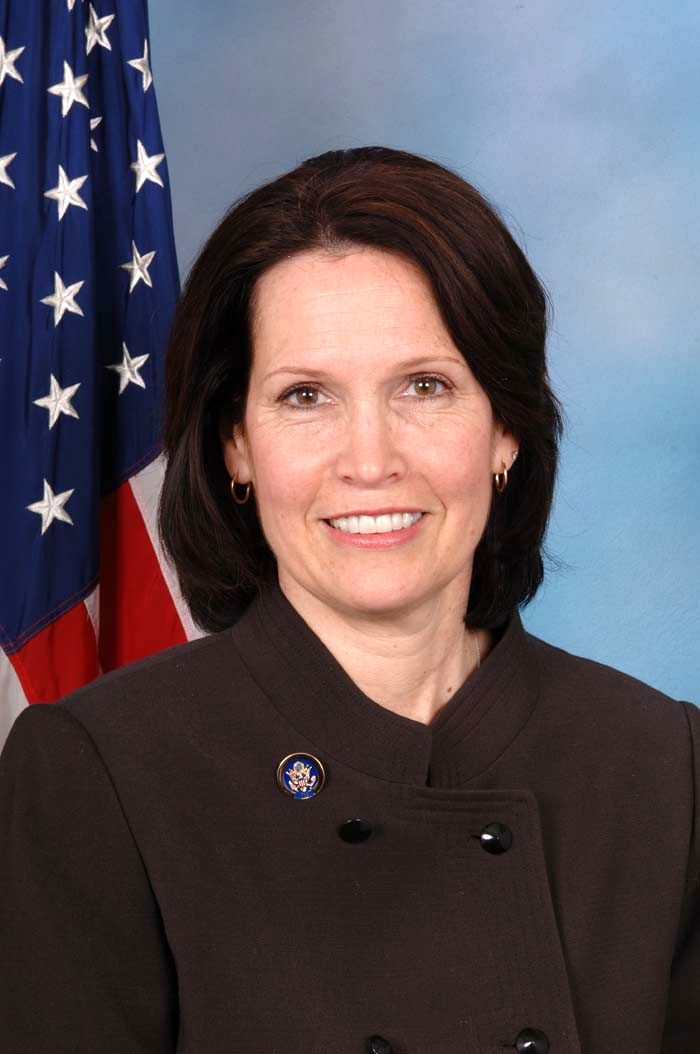
Betty McCollum
(* 1954)

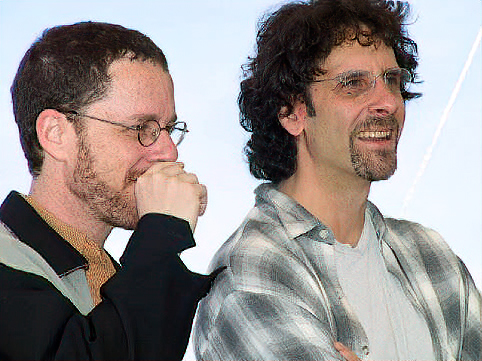
Ethan und Joel Coen
(* 1957 / * 1954)

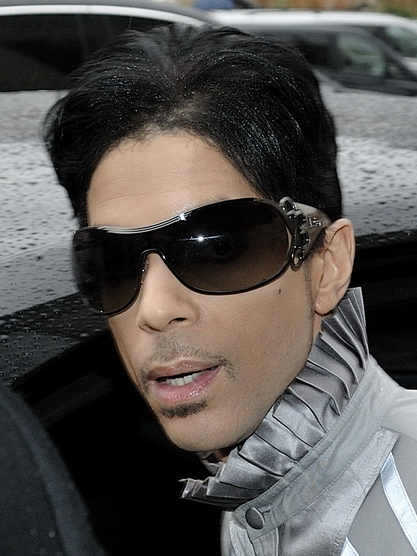
Prince
(1958–2016)

- Marnie Mosiman (* 1951), Schauspielerin und Sängerin
- Jesse Ventura (* 1951), Wrestler, Filmschauspieler und Gouverneur von Minnesota
- Carl Lumbly (* 1952), Schauspieler
- John Lurie (* 1952), Komponist, Musiker, Schauspieler, Film- und Musikproduzent, Maler und Autor
- Marcia McNutt (* 1952), Geophysikerin
- Svend Robinson (* 1952), kanadischer Politiker
- Gary Chang (* 1953), Filmkomponist
- Thomas L. Friedman (* 1953), Journalist
- John King (* 1953), Komponist, Gitarrist und Bratschist
- Michael Sandel (* 1953), politischer Philosoph
- The Scary Guy (* 1953), Aktionskünstler und Motivationstrainer
- Maureen Teefy (* 1953), Schauspielerin
- Joel Coen (* 1954), Regisseur und Drehbuchautor
- Jeff Johnson (* 1954), Jazz-Bassist
- Evan Lurie (* 1954), Pianist und Filmkomponist
- Betty McCollum (* 1954), Politikerin
- Steve Tibbetts (* 1954), Musiker
- Russ Anderson (* 1955), Eishockeyspieler
- Steve Jensen (1955–2022), Eishockeyspieler und -trainer
- Chellie Pingree (* 1955), Politikerin
- Ross L. Wilson (* 1955), Diplomat
- Ted Yoho (* 1955), Politiker
- Dick Beardsley (* 1956), Marathonläufer
- Don Jackson (* 1956), Eishockeyspieler und -trainer
- John James (* 1956), Schauspieler
- Reed Larson (* 1956), Eishockeyspieler
- Tim Bagley (* 1957), Schauspieler
- Ethan Coen (* 1957), Regisseur und Drehbuchautor
- Mark Johnson (* 1957), Eishockeyspieler und -trainer
- Frank Beddor (* 1958), Schriftsteller, Filmproduzent, Schauspieler und Freestyle-Skifahrer
- Michael Hegstrand (1958–2003), Wrestler
- Curt Hennig alias Mr. Perfect (1958–2003), Wrestler
- Lee Anthony Piché (* 1958), römisch-katholischer Bischof
- Prince (1958–2016), bürgerlich Prince Rogers Nelson, Musiker, Komponist und Musikproduzent
- Jimmy Jam (* 1959), Produzent und Songwriter
- Kevin Kenney (* 1959), Weihbischof in Saint Paul and Minneapolis
- Eric P. Schmitt (* 1959), Journalist
- Paul Westerberg (* 1959), Rockmusiker
- Mike Leach (* 1960), Tennisspieler
- Eleanor Mondale (1960–2011), Moderatorin und Schauspielerin
- Mike Ramsey (* 1960), Eishockeyspieler und -trainer
- Jane A. Rogers (* 1960), Schauspielerin
- Paul David Sirba (1960–2019), römisch-katholischer Bischof von Duluth

### 1961–1970
- Molly Hagan (* 1961), Schauspielerin

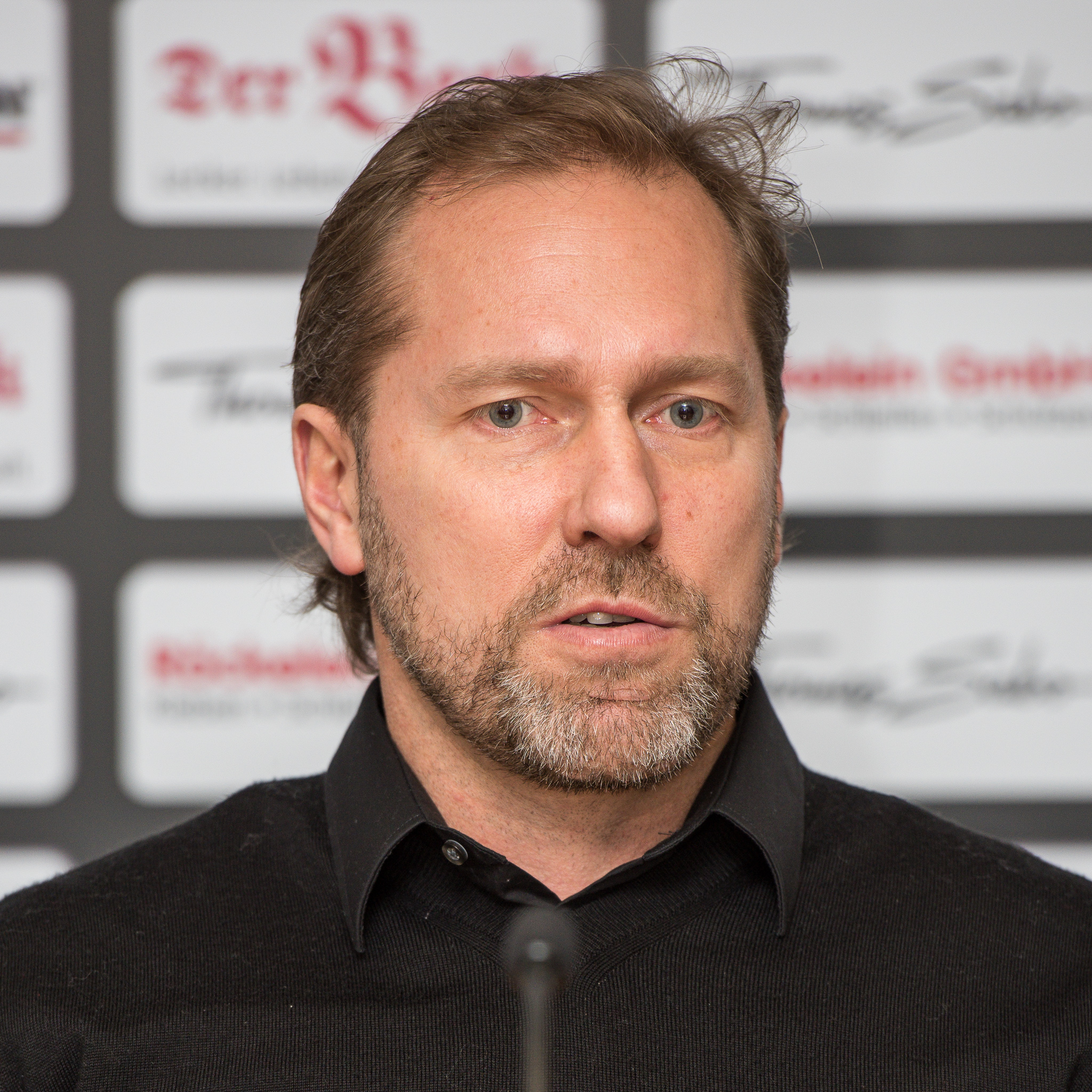
Tray Tuomie
(* 1968)

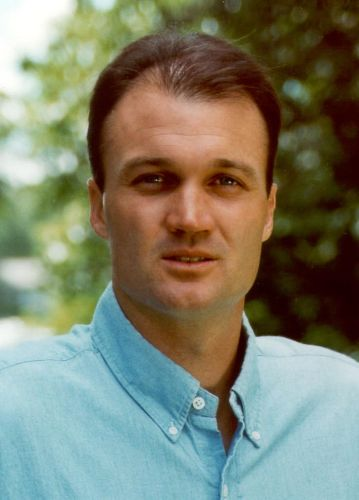
David Wheaton
(* 1969)

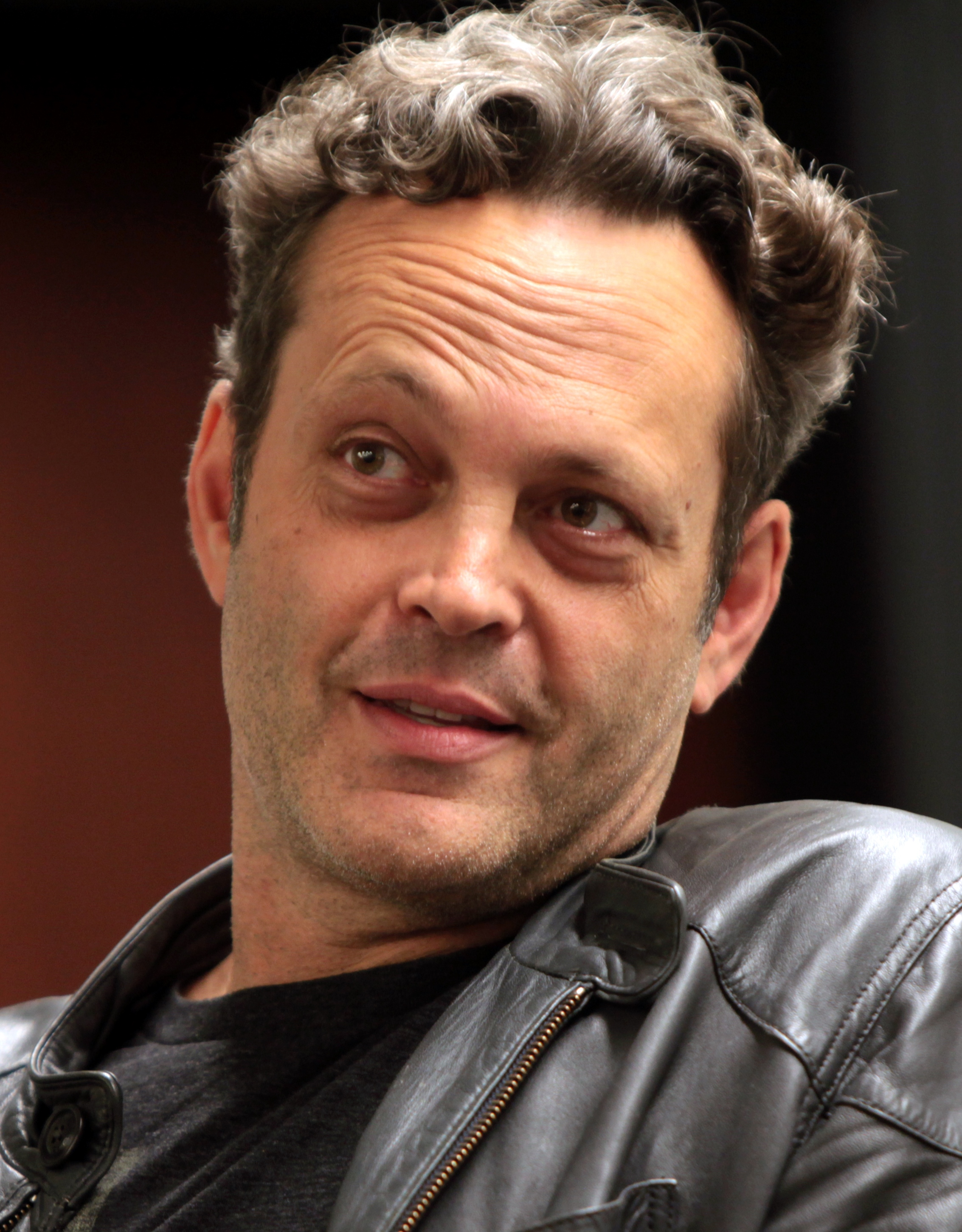
Vince Vaughn
(* 1970)

- David D. Levine (* 1961), Science-Fiction-Schriftsteller
- Mark Olson (* 1961), Sänger und Songschreiber
- Richard Pearson (* 1961), Filmeditor
- Peter Bergen (* 1962), britisch-US-amerikanischer Journalist
- Tom Kurvers (1962–2021), Eishockeyspieler und -funktionär
- James LeGros (* 1962), Schauspieler
- Ron Latz (* 1963), Politiker
- Jerry Lynn (* 1963), Wrestler
- Misha Mahowald (1963–1996), Biologin und Neurowissenschaftlerin
- Karl Mueller (1963–2005), Rockmusiker und Bassgitarrist der Grungeband Soul Asylum
- Robert Seguso (* 1963), Tennisspieler
- Nick Thometz (* 1963), Eisschnellläufer
- Bill Carrothers (* 1964), Jazzpianist
- Marjean Holden (* 1964), Film- und Fernsehschauspielerin
- Richard Keats (* 1964), Schauspieler, Komiker und Performance-Coach
- Mo Collins (* 1965), Schauspielerin
- Kelli Maroney (* 1965), Schauspielerin
- Christine Rosholt (1965–2011), Jazzsängerin
- Tom Chorske (* 1966), Eishockeyspieler
- Tommy Stinson (* 1966), Bassist und Gitarrist
- Wayne Wilderson (* 1966), Schauspieler und Komiker
- Kimberly Elise (* 1967), Schauspielerin
- Lance Pitlick (* 1967), Eishockeyspieler
- Erik Stolhanske (* 1968), Schauspieler, Drehbuchautor und Produzent
- Tray Tuomie (* 1968), Eishockeyspieler und -trainer
- Alec Soth (* 1969), Fotograf
- David Wheaton (* 1969), Tennisspieler
- Trace Worthington (* 1969), Freestyle-Skier[9]
- Troy Benson (* 1970), Freestyle-Skier
- Tim Herron (* 1970), Profigolfer
- Dave King (* 1970), Jazzmusiker
- Vince Vaughn (* 1970), Schauspieler

### 1971–1980

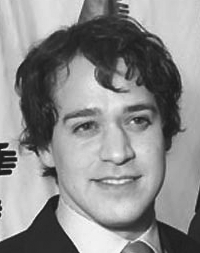
T. R. Knight
(* 1973)

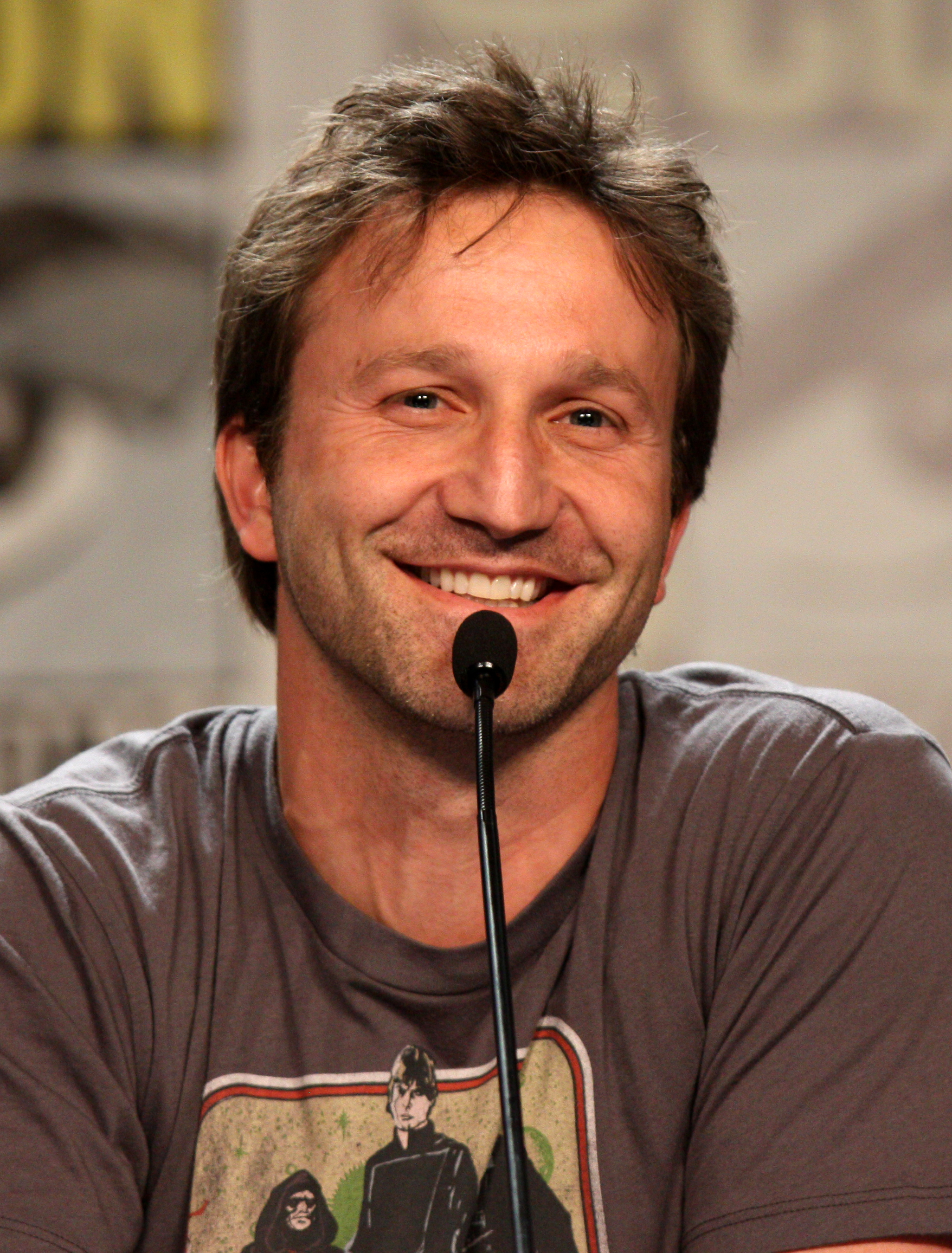
Breckin Meyer
(* 1974)

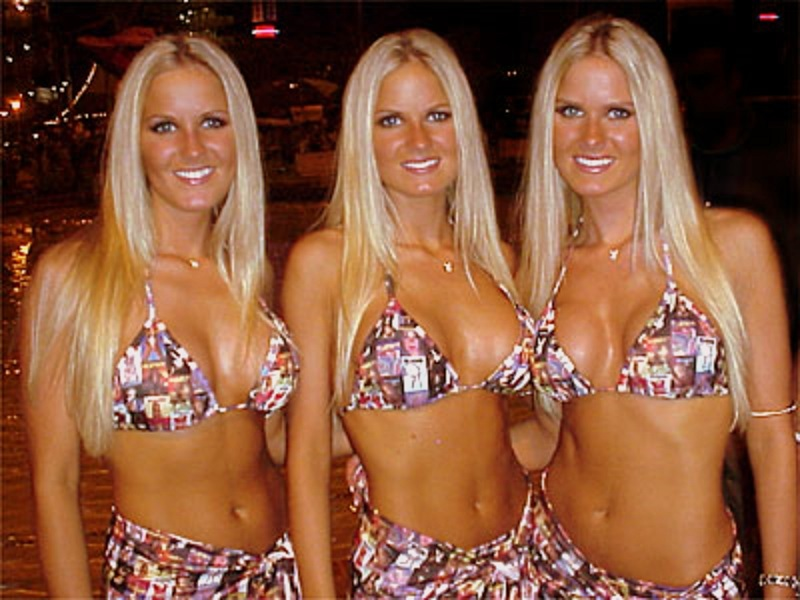
Nicole, Erica und Jaclyn Dahm
(* 1977)

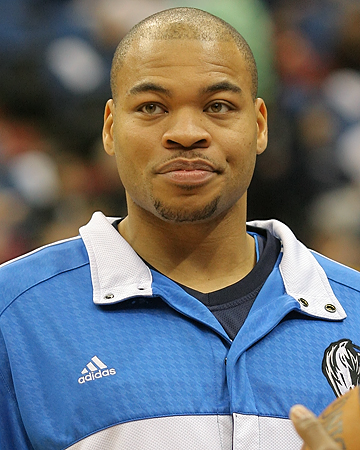
Devean George
(* 1977)

- Edward Kitsis (* 1971), Drehbuchautor und Fernsehproduzent
- Melissa Peterman (* 1971), Schauspielerin
- Briana Scurry (* 1971), Fußballspielerin
- Miriam Shor (* 1971), Schauspielerin
- Sean Daley (* 1972), Rapper
- Joe Dziedzic (* 1971), Eishockeyspieler
- Rusty Fitzgerald (* 1972), Eishockeyspieler
- Lisa Rotondi (* 1972), Schauspielerin[10]
- Sean Waltman (* 1972), Wrestler
- Jason Behr (* 1973), Schauspieler
- Ethan Erickson (* 1973), Schauspieler[11]
- T. R. Knight (* 1973), Schauspieler
- Victor Plata (* 1973), Triathlet[12]
- Marisa Coughlan (* 1974), Schauspielerin
- Courtney Hansen (* 1974), Moderatorin und Schauspielerin[13]
- Breckin Meyer (* 1974), Schauspieler
- Joseph Andrew Williams (* 1974), römisch-katholischer Geistlicher, Bischof von Camden
- Justin Almquist (* 1976), Künstler
- Ken Anderson (* 1976), Wrestler
- Kelly Carlson (* 1976), Schauspielerin
- Chelsea Charms (* 1976), Busen- und Internetmodel
- Nick Swardson (* 1976), Schauspieler und Komiker
- Nicole, Erica und Jaclyn Dahm (* 1977), Playmates-Drillinge
- Devean George (* 1977), Basketballspieler
- Krista Grotte (* 1977), Schauspielerin[14]
- Brock Lesnar (* 1977), Wrestler
- Dan Campbell (* 1978), Biathlet
- José James (* 1978), Jazzsänger
- Mike Keuler (* 1978), Skispringer und Skisprungtrainer
- Christian Niccum (* 1978), Rennrodler
- Toby Petersen (* 1978), Eishockeyspieler
- Matt Schnobrich (* 1978), Ruderer[15]
- Rachael Leigh Cook (* 1979), Schauspielerin und Fotomodell
- Tony Denman (* 1979), Schauspieler
- Khalid El-Amin (* 1979), Basketballspieler
- David Flair (* 1979), Wrestler
- Vincent Kartheiser (* 1979), Filmschauspieler
- Rich Melzer (* 1979), Basketballspieler
- Jane Plank (* 1979), Schauspielerin und Sängerin
- Kyle Shanahan (* 1979), American-Football-Trainer
- Troy Bell (* 1980), Basketballspieler
- Matthew Burns alias „Sick“ Nick Mondo (* 1980), Wrestler
- Pete Hegseth (* 1980), Fernsehkommentator, Autor und Offizier der Armee-Nationalgarde
- Torin Koos (* 1980), Skilangläufer
- Benjamin Salisbury (* 1980), Schauspieler
- Mark Webber (* 1980), Schauspieler

### 1981–1990
- Andrew Alberts (* 1981), Eishockeyspieler
- Paul Martin (* 1981), Eishockeyspieler
- Clarice E. Phelps (* 1981), Chemikerin
- Erick Rowan (* 1981), Wrestler

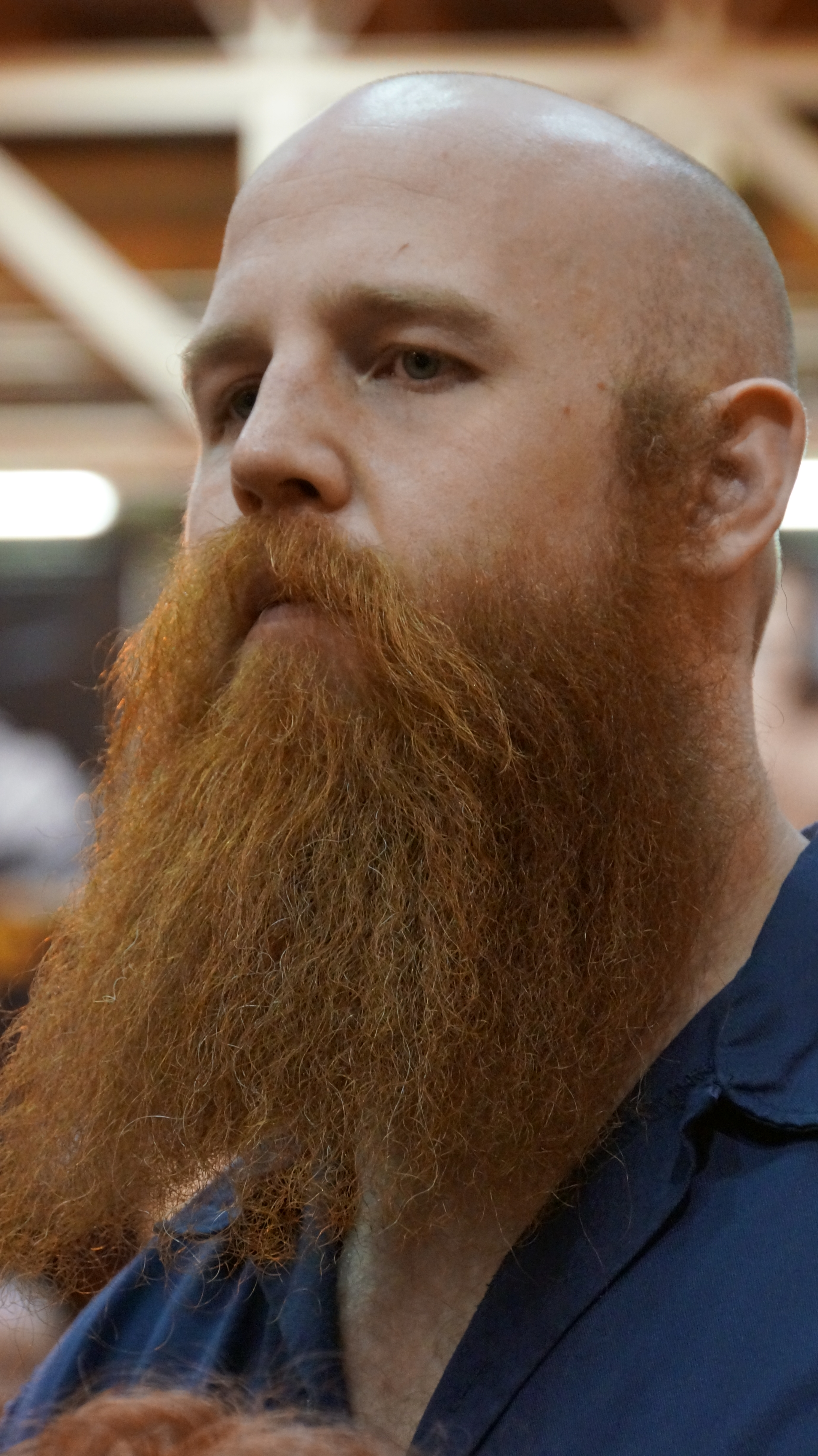
Erick Rowan
(* 1981)

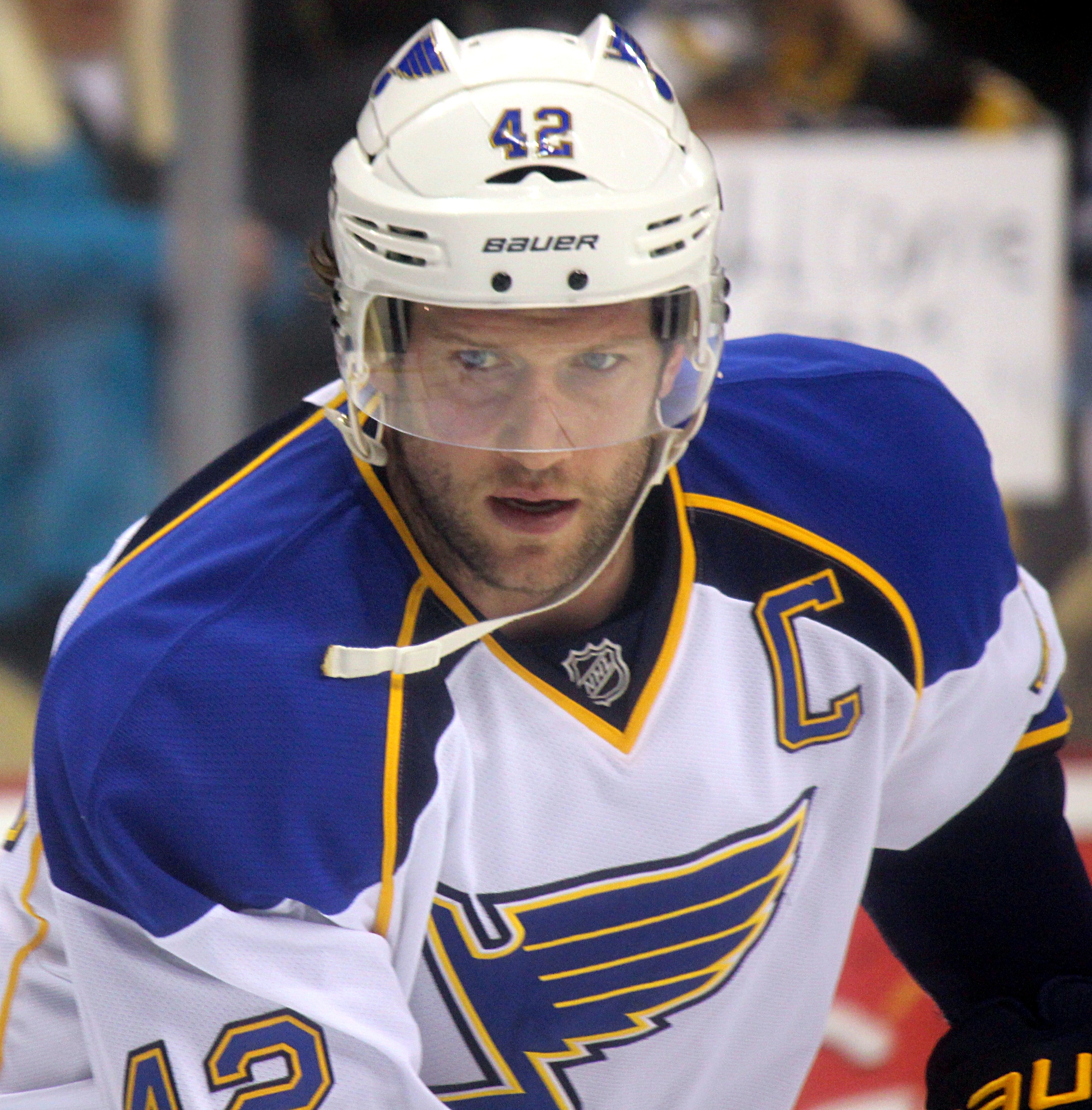
David Backes
(* 1984)

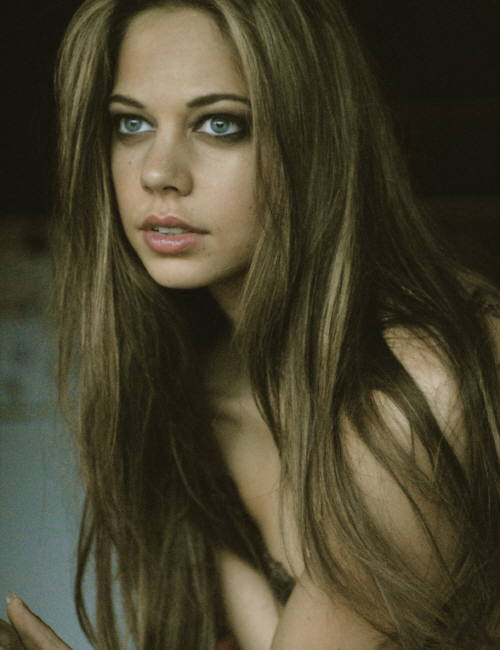
Lio Tipton
(* 1988)

- Alan Anderson (* 1982), Basketballspieler[16]
- Katrina Begin (* 1982), Schauspielerin[17]
- Poppy Harlow (* 1982), Journalistin und Anchorwoman
- Keri Herman (* 1982), Freestyle-Skierin
- Garrott Kuzzy (* 1982), Skilangläufer
- Matthew Santos (* 1982), Sänger und Songwriter
- Terrell Suggs (* 1982), American-Football-Spieler
- Tay Zonday (* 1982), Musiker
- Larry Fitzgerald (* 1983), Footballspieler
- Tom Gilbert (* 1983), Eishockeyspieler
- Megan Kalmoe (* 1983), Ruderin
- David Backes (* 1984), Eishockeyspieler
- Blake Berris (* 1984), Schauspieler
- Kate Lang Johnson (* 1984), Schauspielerin und Model
- Zach Parise (* 1984), Eishockeyspieler
- Kaylin Richardson (* 1984), Skirennläuferin
- Matt Smaby (* 1984), Eishockeyspieler
- Casey Borer (* 1985), Eishockeyspieler
- Dustin Byfuglien (* 1985), Eishockeyspieler
- Kris Humphries (* 1985), Basketballspieler
- Jazy Berlin (* 1986), Schauspielerin und Pornodarstellerin
- Chad Gable (* 1986), Wrestler und Ringer
- James Laurinaitis (* 1986), Footballspieler
- Sterling Grant (* 1987), Skirennläuferin
- Auburn (* 1988), R&B-Sängerin
- David Fischer (* 1988), Eishockeyspieler
- Jake Stormoen (* 1988), Schauspieler, Filmproduzent und Filmregisseur
- Lio Tipton (* 1988), Eiskunstläuferin, Schauspielerin und Model
- Cameron Jordan (* 1989), American-Football-Spieler
- Ella Rae Peck (* 1990), Schauspielerin
- Matt Tennyson (* 1990), Eishockeyspieler

### 1991–2000
- Brock Nelson (* 1991), Eishockeyspieler
- Tyler Pitlick (* 1991), Eishockeyspieler

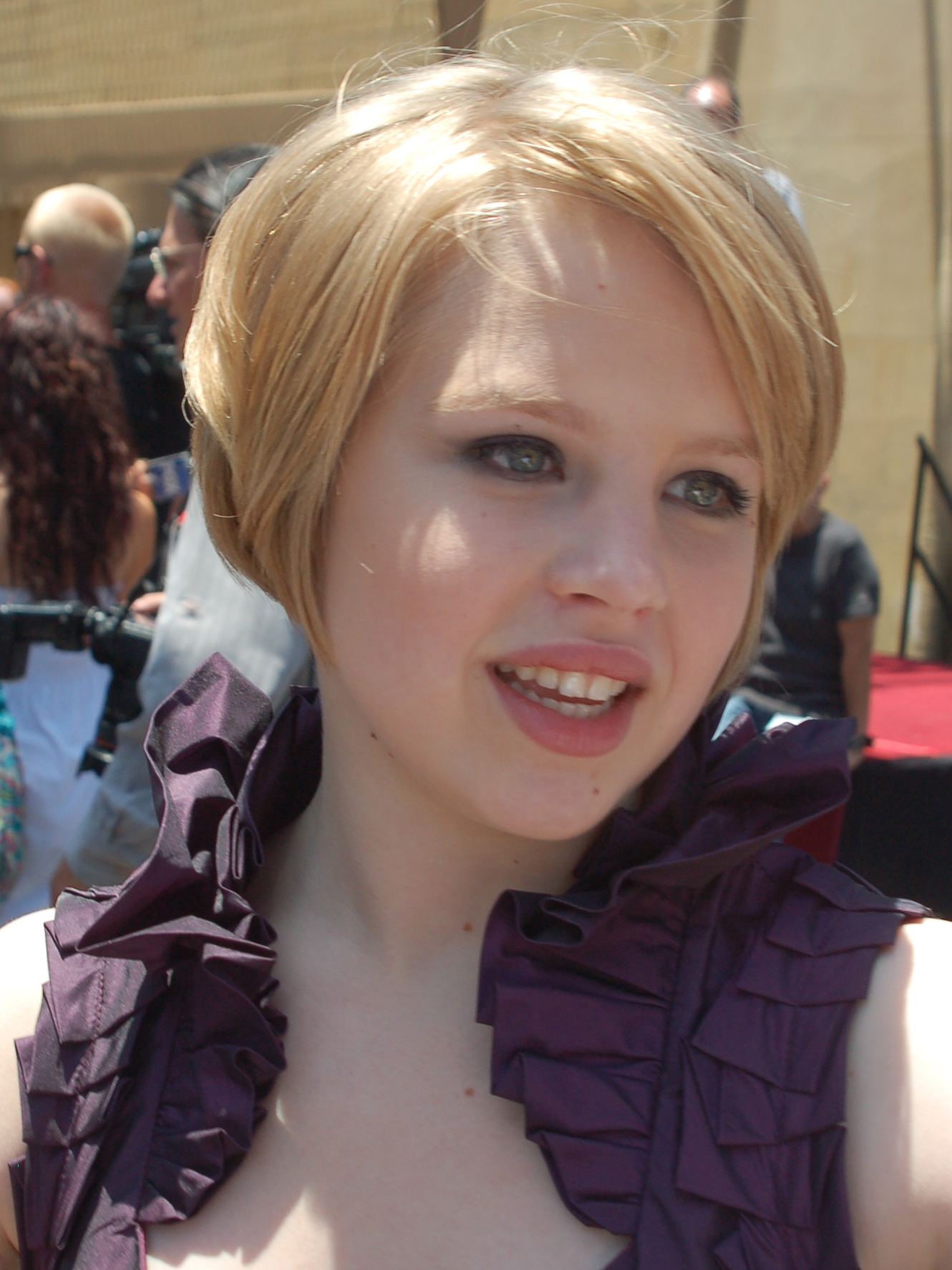
Sofia Vassilieva
(* 1992)

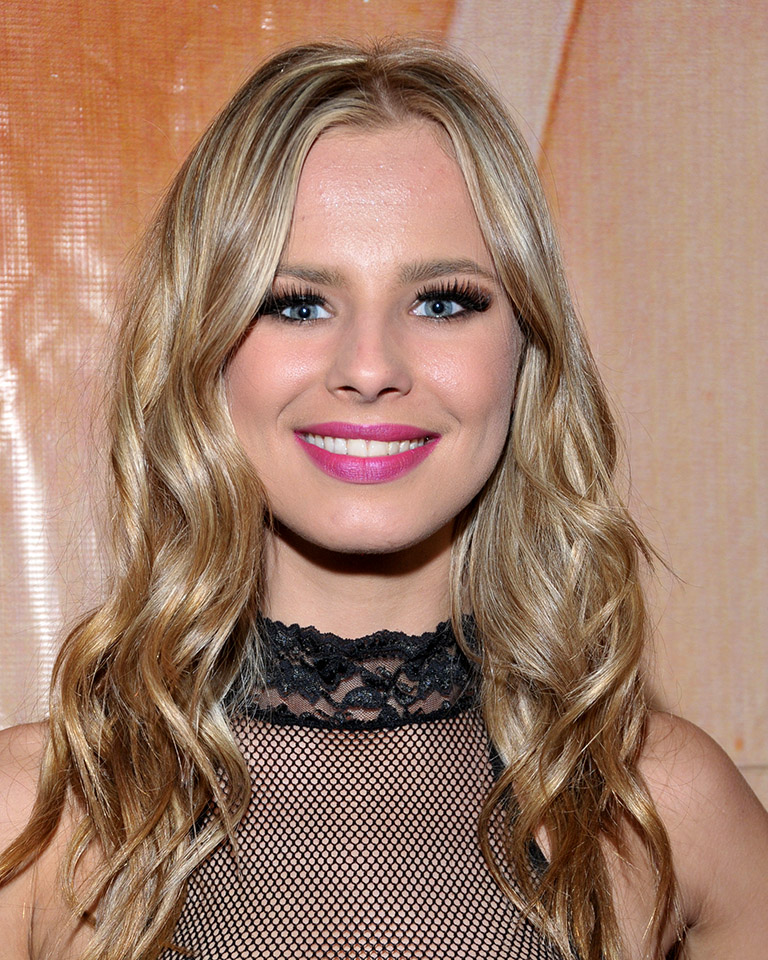
Jillian Janson
(* 1995)

- Patty Walters (* 1991), Rockmusiker und Webvideoproduzent
- Royce White (* 1991), Basketballspieler und Politiker
- Nick Bjugstad (* 1992), Eishockeyspieler
- Chris Massoglia (* 1992), Film- und Fernsehschauspieler
- Sofia Vassilieva (* 1992), Schauspielerin
- Paula Moltzan (* 1994), Skirennläuferin
- Rosemary Valero-O’Connell (* 1994), Comiczeichnerin und Illustratorin
- Jillian Janson (* 1995), Pornodarstellerin
- Joe Klecker (* 1996), Langstreckenläufer
- Leonardo Cecchi (* 1998), italienischer Schauspieler und Sänger
- Mariana Cress (* 1998), marshallische Sprinterin
- Amani Hooker (* 1998), American-Football-Spieler
- Tyler Johnson (* 1998), American-Football-Spieler
- Yara Shahidi (* 2000), iranisch-US-amerikanische Schauspielerin

## 21. Jahrhundert

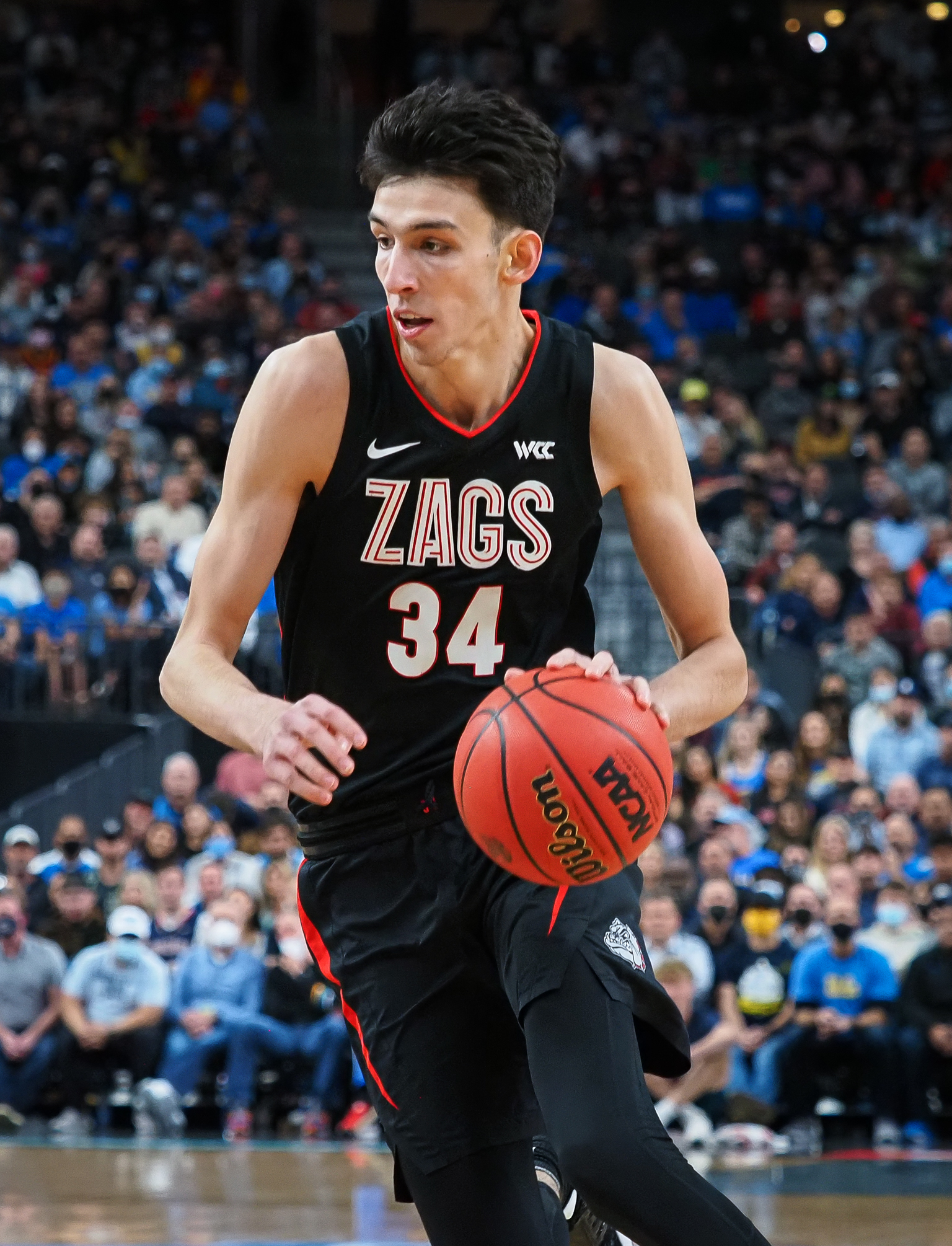
Chet Holmgren
(* 2002)

- Chet Holmgren (* 2002), Basketballspieler
- Nikki Rodriguez (* 2002), Schauspielerin
- Sayeed Shahidi (* 2003), Schauspieler